# Гамелан
Гамелан е типичен за региона на Индонезия ансамбъл от музикални инструменти, преимуществено металофони и гонгове. На островите Ява и Бали гамеланът е разработен до цял перкусионен оркестър.
Сред инструментите, които влизат в състава на гамелана, са там-там, явански гонг, сленто, угал, кеманак, кенданг, кепяк, гамбанг, сарон, бедуг.